# Gastronomía de las Montañas Rocosas

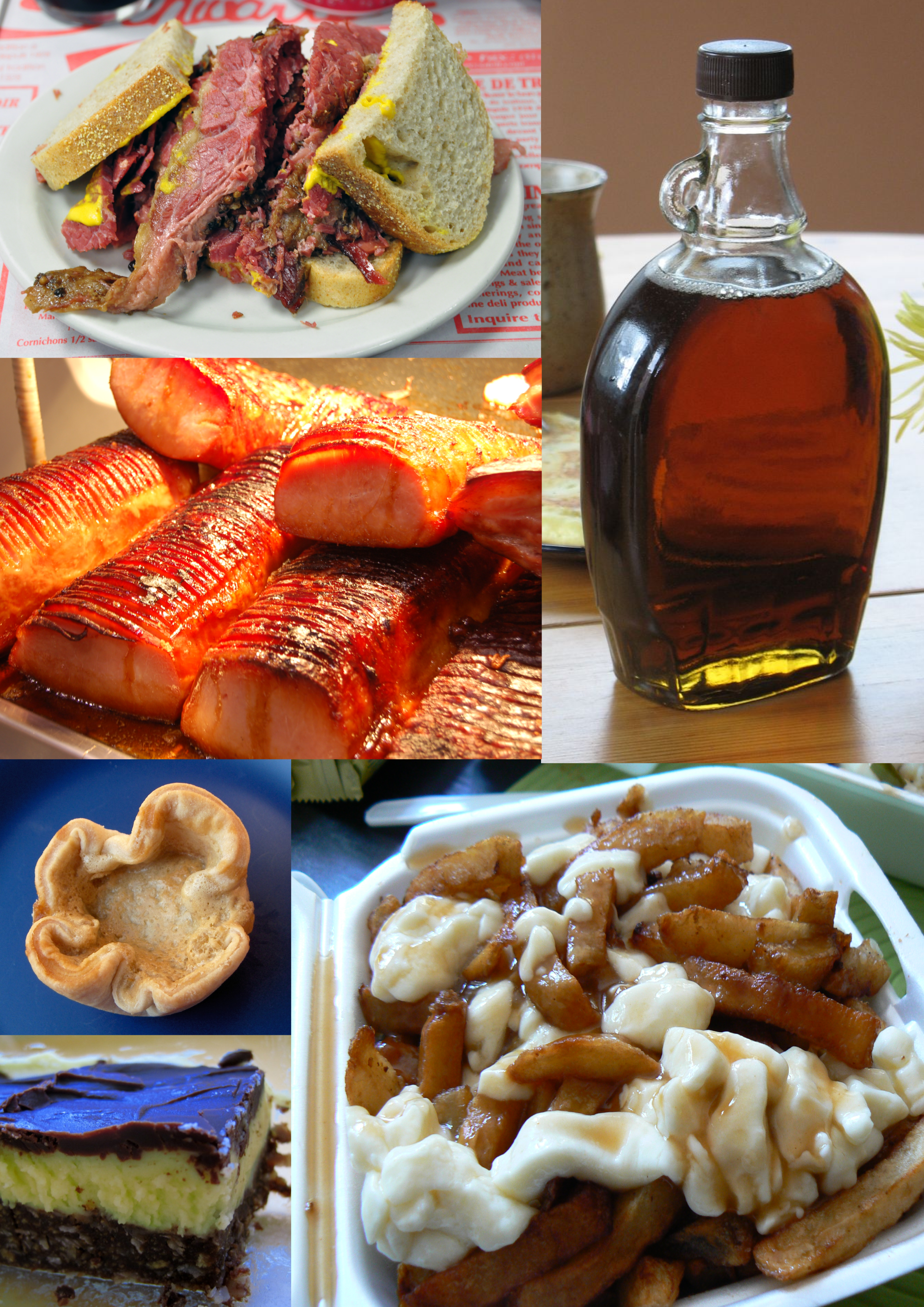
Cocina canadiense.

La gastronomía de las Montañas Rocosas es la cocina de los estados de Colorado, Wyoming, Utah y Montana, en Estados Unidos, y Alberta en Canadá. Algunos de sus platos más conocidos son el bisonte y las criadillas.

## Descripción
Sus orígenes se remontan a los años gloriosos de las Montañas Rocosas de Canadá; el ferrocarril trajo las mejores cocinas victorianas, recreando menús suntuosos para sus casas de campo. Mientras tanto, guías de montaña provenientes de Suiza, Austria y Alemania aprendían de la población nativa cómo cocinar y apreciar los alimentos y cocinas locales. Aprender el arte de la medicina tradicional y el ahumado de la caza y la pesca ayudó a la población a superar los largos inviernos montaraces.